# Iglesia de Santa María de Puigcerdá

La iglesia de Santa María de Puigcerdá era una iglesia situada en el municipio de Puigcerdá en la comarca de la Cerdaña (provincia de Gerona, Cataluña, España). Es una obra incluida en el Inventario del Patrimonio Arquitectónico de Cataluña.

## Descripción
La iglesia de Santa María de Puigcerdà era la antigua parroquia de la villa de la que los únicos restos conservados son el campanario, ascendible desde finales del XX, y una portada, trasladada al convento de San Domingo. Actualmente, en su espacio está la plaza de Santa María. Parece que el inicio de la construcción del templo es de marzo de 1178, y el 11 de octubre del mismo año el papa Alejandro III concedió al obispo Arnau la posesión
Comenzó siendo un edificio románico ampliado y reformado a finales del XIII en estilo gótico. En 1936 fue derribada por la CNT-FAI durante la guerra civil española, conservándose la torre para vigilancia durante el conflicto.

## El edificio
Estaba formada por tres naves y un atrio campanario a los pies. El edificio fue ampliado y remodelado desde el inicio, en un proceso que deviene bastante complejo. Las naves laterales, hechas con bóveda de crucería, tenían varias capillas entre los contrafuertes (catorce a finales del siglo XIX). En este momento el interés del interior permanecía en lápidas sepulcrales, como la de Margarita Cadell, muerta en 1308, que actualmente se puede visitar en el MNAC.
Probablemente, las reformas más importante se hicieron durante los siglos XIV y XVIII, en el último caso a causa de un incendio documentado el 1 de junio de 1785, que afectó el altar mayor, el presbiterio, las sacristía, el archivo y el órgano; es decir, la totalidad de la iglesia. A finales del XIX la iglesia ya no tenía ábside.Del conjunto era destacable la portalada de entrada de poniente, del siglo XIV, que actuaba como atrio, hecha con mármol rojo de Isòvol y en el que había varias lápidas en el suelo. La entrada comunicaba con el corazón y la nave central. Se observan arquivoltas ojivales, con molduras pentagonales y redondas, que se sostienen sobre diez columnas redondas culminadas con capiteles, decorados con motivos vegetales, como dos piñas. A la derecha todavía es visible el bajorrelieve de un porteador.
La puerta de mediodía, hecha con el mismo tipo de piedra que el anterior, tenía unos escalones que bajaban a la altura del actual campanario, ya que la plaza actual se construyó sobrepujada con los escombros de la iglesia. Constaba de cinco arquivoltas ojivales de moldura redonda con cinco columnas, del mismo estilo, y los capiteles estaban decorados con cabezas de gatitos. Una de las arquivoltas se restauró y se reinstaló en el convento de San Domingo, junto a la puerta principal, que da paso al baptisterio.
El campanario era cuadrado y ancho, con un acabado de plomo en el arreglo que causó un incendio el 6 de julio de 1650, y en el que se fundieron campanas y reloj. La cubierta era coronada con un motivo dorado. El acceso era una escalera de caracol de granito y se conservan las aberturas originales y ojivales a ambos lados. En las otras dos bandas y hay dos rosetones de granito. En el tramo superior, que es más largo y fue construido durante las reformas del XVIII, el campanario pasa a ser octogonal y sólo aparecen sillares en los ángulos del polígono. El coronamiento es del XIX.